# (1218) Aster
(1218) Aster ist ein Asteroid des Hauptgürtels, der am 29. Januar 1932 von dem deutschen Astronomen Karl Wilhelm Reinmuth an der Landessternwarte Heidelberg-Königstuhl der Universität Heidelberg entdeckt wurde.
Der Asteroid ist nach der Pflanzengattung der Astern benannt.